# Cize-Bolozon-Viadukt
Der Cize-Bolozon-Viadukt ist eine 273 m lange Bogenbrücke zwischen Cize und Bolozon im Département Ain im Osten Frankreichs, die als Doppelstockbrücke konzipiert ist und den Fluss Ain überspannt.

## Geschichte
Die Brücke wurde 1875 an der Bahnstrecke Bourg-en-Bresse – Bellegarde eröffnet. Der Bau kostete damals 339.000 Franc.
Am 12. Juli 1944 wurde die Brücke von der Résistance gesprengt und bis 1950 wieder weitgehend instand gesetzt.
1990 wurde die wenig frequentierte Eisenbahnstrecke über die Brücke stillgelegt. Nach Renovierung und Elektrifizierung wurde die Bahnstrecke ab 2010 für den TGV-Verkehr zwischen Genf und Paris genutzt. An den Kosten von 341 Millionen Euro für die gesamte Strecke Bourg-en-Bresse – Bellegarde-sur-Valserine beteiligte sich die Schweiz mit 110 Millionen Euro (zu der Zeit etwa 165 Millionen Franken). Die Züge befahren die Brücke nur mit 80 km/h. Durch die Nutzung der alten Trasse wird die Fahrtzeit um mehr als 20 min verkürzt. Die Reaktivierung war günstiger als der Bau einer neuen Strecke.

## Konstruktion
Die Brücke ist eine aus Bruchsteinen gemauerte Bogenbrücke mit einer maximalen Bogenspannweite von 16 m. Die Pfeiler sind bis zu 73 m hoch. In geringer Höhe verläuft eine einspurige Straße durch die Pfeiler. (Vorrang Fahrtrichtung Nordwest) Sie hat die Nummer D91AA. Circa 300 Meter ostwärts liegt die Station Cize-Bolozon.